# Bigoli con l'anatra
I bigoli con l'anatra (o bigoli co l'arna in lingua veneta) sono un tipico primo piatto della provincia di Vicenza.

## Descrizione
I bigoli sono una pasta fresca preparata con farina, uovo, burro, sale e acqua. Hanno la forma di grossi spaghetti, non bucati, il cui diametro è di circa 3-4 mm, tradizionalmente trafilati con un torchio di bronzo (chiamato torchietto bigolaro) che veniva girato a mano, mentre una ragazzina vi sedeva sopra per tenerlo fermo. Si tratta di una pasta tipicamente veneta, consumata con vari sughi particolarmente ricchi di grassi.
I bigoli con l'anatra erano inizialmente tipici della cittadina di Zanè, ma sono stati con il tempo apprezzati in tutta la provincia e possono essere gustati nelle trattorie fino a Padova e Treviso.
Tradizionalmente a inizio ottobre nel paese dell'alto vicentino Zanè si svolge la Sagra dei Bigoli co' l'arna, durante la quale si può gustare questo piatto insieme ad altri prodotti.
(Antico proverbio vicentino)

## Ricetta
Eccellente.

La ricetta tradizionale prevedeva che i bigoli fossero cotti nel grasso brodo in cui era stata fatta lessare un'anatra novella (nata 60-90 giorni prima) e che quindi si condissero con un sugo prodotto con burro aromatizzato e frattaglie della medesima anatra.
Fino agli anni cinquanta si allevavano le anatre domestiche, derivate dal germano reale, in seguito sono state introdotte in Europa le anatre mute, una specie facile da allevare e piuttosto magra e muscolosa.
Attualmente le macellerie vicentine propongono un macinato di carne d'anatra muta per fare un ragù con un procedimento molto simile a quello con cui si produce il ragù comune, ma comunque senza pomodoro. La consuetudine odierna ha reso la ricetta estremamente magra, rispetto al passato, e di realizzazione più semplice.